# Uta von Ballenstedt

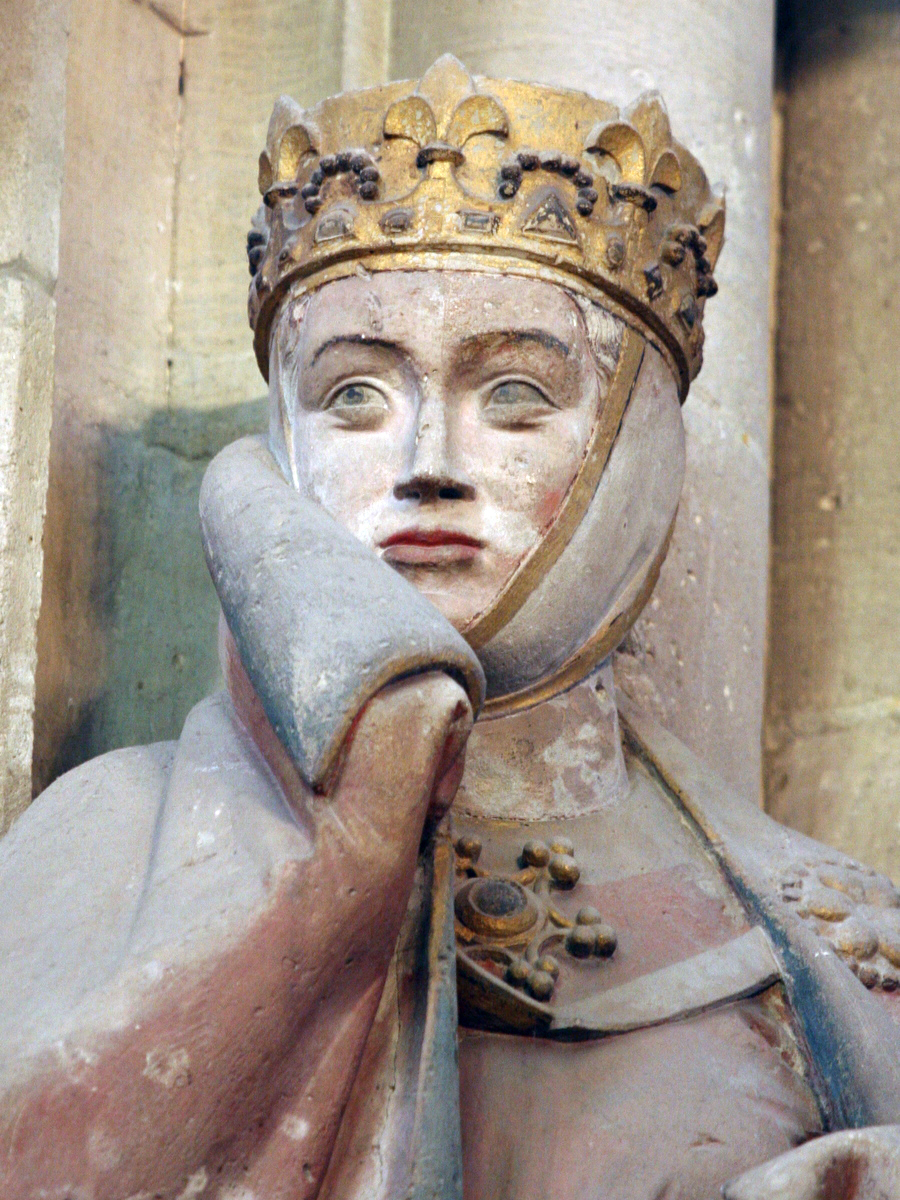
Statue Utas im Naumburger Dom, ein im 13. Jahrhundert entstandenes Idealportrait

Uta von Ballenstedt (* um 1000 in Ballenstedt; † 23. Oktober vor 1046) aus dem Geschlecht der Askanier war vermählt mit Markgraf Ekkehard II. von Meißen.

## Leben
Sie war angeblich eine Tochter des Grafen Adalbert von Ballenstedt und dessen Frau Hidda, Tochter des Markgrafen Hodo I. (930–993) der sächsischen Mark Lausitz. Ihr Bruder Esico von Ballenstedt ist der Stammvater der Askanier. Ihr Vater verheiratete sie wohl aus machtpolitischen Gründen um das Jahr 1026 mit dem Meißner Markgrafen. Die Ehe blieb kinderlos. Mit Ekkehard II. endete das Geschlecht der Ekkehardiner.
Utas Mitgift fiel nach dem Tode ihres Gatten Ekkehard II. im Jahre 1046 teils an das Stift Gernrode, wo ihre Schwester Hazecha spätestens 1044 zur Äbtissin gewählt worden war, und an die Kaiserin Agnes.
Als Mitstifterin des Naumburger Doms wurde ihr die Plastik Uta von Naumburg, eine von 12 Stifterfiguren, neben der Figur ihres Ehegatten im Westchor des Doms gewidmet.

## Forschung
Der Askanier-Forscher Lutz Partenheimer bezweifelte schon 2001 und in späteren Werken, dass Uta von Naumburg eine Schwester des askanischen Stammvaters Graf Esico gewesen sein könnte; ebenso 2012 Volker Schimpff.
Nach einer Untersuchung durch Dieter Riemer von 2023 gibt es keinen Anhaltspunkt dafür, dass Uta von Naumburg eine frühe Askanierin war, sondern nur die durch nichts gestützte diesbezügliche Behauptung des Gernröder Pastors und Rektors Andreas Popperodt (1525–1578), dessen Gernröder Annalen erst 1688 unter Verwechslung mit dem Pastor Andreas Hoppenrodt gedruckt und seitdem abgeschrieben wurden.